# Natura 2000-område nr. 179 Nakskov Fjord og Inderfjord
Natura 2000-område nr. 179 Nakskov Fjord og Inderfjord   er et Natura 2000-område der består af habitatområde H15 og fuglebeskyttelsesområde F88 og   har et areal på   på 8.474 hektar, hvoraf 7.612 ha er hav. Området er tillige Ramsarområde.
Området er  udpeget for at beskytte det rige fugleliv  - både ynglende fugle, rastende trækfugle og overvintrende fugle. De mange småøer giver mulighed for, at
jordrugende fugle som terner, måger og vadefugle kan yngle, ligesom det store fladvandede
område i fjorden er fødekammer for både ynglefugle og vinterrastende fugle, og for at sikre dette er store dele af Natura 2000-området også  udpeget som vildtreservat nogle steder med begrænset adgang i yngletiden (15. marts-15. juli).
Natura 2000-området ligger   i Vandområdedistrikt II Sjælland  i vandplanomåde  2.5 Smålandsfarvandet.  i Lolland kommune.

## Områdebeskrivelse
Nakskov Fjord er  et åbent marint område med meget lavvandede partier og forskellige bundforhold lige fra rev til sandbanker. I den sydlige del af fjorden findes den store lavvandede kystlagune Søndernor, der mod vest og nordvest afgrænsen af  den 5,5 km lange krumodde Albuen.  Nakskov Inderfjord,  er en brakvandssø syd for
Nakskov By og med forbindelse til fjorden via sluseport. Der findes 10 øer og holme i fjorden, bl.a.  Enehøje (den største), Rommerholm, Smedeholm, Dueholm, Kåreholm og Munkeholm samt dele af Albuen, Bondeholm og Vejlø.